# Пфалцграф
Пфалцграфовете или граф-палатин (на латински: Comes palatinus, palatinus: „граф в двореца“; на немски: Pfalzgraf) са първо служители и заместници на краля или императора.
Оглавяват кралския съд и са висши чиновници, връзка между желаещите помощ и краля.
По време на Свещената римска империя, пфалцграфовете принадлежат от късното Средновековие към княжеското съсловие и са равни фактически на херцозите. Титлата просъществува до 1806 година.